# Bolitoglossa odonnelli
O'Donnell's salamander (Bolitoglossa odonnelli) là một loài kỳ giông trong họ Plethodontidae.
Nó được tìm thấy ở Guatemala và Honduras.
Các môi trường sống tự nhiên của chúng là các khu rừng ẩm ướt đất thấp nhiệt đới hoặc cận nhiệt đới, rừng mây ẩm nhiệt đới và cận nhiệt đới, các đồn điền, vườn nông thôn, và các khu rừng trước đây bị suy thoái nặng nề.
Nó bị đe dọa do mất môi trường sống.